# Col de la Fenille
De Col de la Fenille is een bergpas in het uiterste zuiden van het Centraal Massief. De pas ligt ten noordoosten van de Montagne Noire en is met zijn hoogte van 459 meter relatief laag. De D612 die over de pas loopt vormt een belangrijke oost-westverbinding. In het oosten liggen onder meer de steden Béziers en Montpellier; in het westen loopt de weg naar Castres, vanwaar Toulouse en Albi te bereiken zijn. Onder de pas liep een spoorweg (SNCF-lijn Castres Bédarieux). De oude spoorweg, inclusief de tunnel, is nu omgevormd tot een wandelroute.
De col ligt op de grens van de departementen Hérault en Tarn en ligt eveneens op de continentale waterscheiding tussen de Atlantische Oceaan en de Middellandse Zee. De oostzijde watert via de Salesse, Jaur en Orb af naar de Middellandse Zee. De westelijke zijde van de col watert via de Thoré, Agout en Tarn af naar de Garonne en de Atlantische Oceaan.